# 五城目町立五城目第一中学校
五城目町立五城目第一中学校（ごじょうめちょうりつ ごじょうめだいいちちゅうがっこう）は、秋田県南秋田郡五城目町にある公立中学校。略称は「五中」。

## 所在地
- 秋田県南秋田郡五城目町高崎字広ヶ野200番地

## 沿革
以下、注釈のない限り、公式サイトより引用。
- 1947年（昭和22年） - 旧五城目町により、五城目町立五城目中学校として開校。
- 1958年（昭和33年） - 当校と五城目町立富津内中学校西学区を統合して、五城目町立五城目第一中学校になる。
- 1959年（昭和34年）
  - 4月 - 校舎を現在地に移転
  - 5月 - 第一体育館竣工
- 1960年（昭和35年）5月 - 管理棟竣工
- 1963年（昭和38年）
  - 8月 - 野球場完成
  - 10月 -  秋田県教委指定「視聴覚教育公開研究会」
- 1966年（昭和41年）8月 - 創立20周年記念式典挙行
- 1967年（昭和42年）4月 - 五城目町立内側中学校と統合する
- 1968年（昭和43年）12月 - 新館増築竣工
- 1969年（昭和44年）4月 - 五城目町立馬場目中学校と統合する。
- 1970年（昭和45年）11月 - 第2体育館竣工
- 1971年（昭和46年）
  - 9月 - 給食調理室竣工、秋田県技術・家庭科研究会
  - 10月 - 秋田県英語研究会、秋田県教委指定「観察指導公開研究会」（3カ年）
- 1974年（昭和49年）
  - 4月 - 五城目町立大川中学校と統合する。
  - 8月 - 第3体育館竣工（旧馬場目小学校体育館より）
- 1975年（昭和50年）3月 - PTA会報「いそのめ」創刊
- 1976年（昭和51年）
  - 3月 - 学校文集「ひろがの」創刊
  - 4月 - 秋田県教委指定「体格・体位に関する学校保健安全推進校」
  - 10月 - 創立30周年記念式典挙行
  - 11月 - 学校記念植樹（杉苗200本）
- 1978年（昭和53年）10月 - 野球場、陸上競技場全面改修
- 1980年（昭和55年）
  - 4月 - 秋田県教委指定「教科指導研究校」
  - 5月 - 同窓会名簿観光、野球場付属施設工事完工
  - 6月 - 自転車置き場完工
- 1981年（昭和56年）11月 - LL教室完成
- 1982年（昭和57年）10月 - 文部省指定、秋田県教委委附校教育課程一般公開研究会
- 1983年（昭和58年）4月 - 秋田県教委学校保健会指定「虫歯予防啓発推進校」（1985年まで）
- 1987年（昭和62年）
  - 4月- 五城目町立富津内中学校と統合する。
  - 9月 -創立40周年記念式典挙行・同窓会誌発行・記念植樹
- 1988年（昭和63年）8月 - ベランダなど大規模改修工事
- 1990年（平成2年）10月 - コンピュータールーム完成
- 1991年（平成3年）
  - 5月 - 野草園の造成
  - 10月 - 秋田県教委委嘱「特別活動公開研究会」
  - 12月 - ブロンズ像「正々堂々」除幕式（同窓会寄贈）
- 1992年（平成4年）9月 - 同窓会より木製ベンチ10脚寄贈
- 1995年（平成7年）5月 - 「さくら門」完成
- 1996年（平成8年）9月 - 第1体育館大規模改修工事（第1期）完工
- 1997年（平成9年）
  - 5月 - グランドにポールつき時計寄贈（同窓会）
  - 10月 - 創立50周年記念式典挙行[2]・同窓会誌発行・記念樹、普通教室にVTR寄贈（50周年実行委員会）
  - 12月 - コンピュータールーム全面改修、各階メディアルーム
- 1998年（平成10年）9月 - 第一体育館大規模改修工事（第2期）完工
- 1999年（平成11年）
  - 8月 - 第１体育館大規模改修工事（第3期）完工
  - 12月 - マルチメディア活用学校間連携推進指定　～2003年3月
- 2003年（平成15年）
  - 4月 - 五城目町立杉沢中学校と統合する。
  - 5月 - コンピュータールーム、メディアルーム、校内LAN全面改修
- 2009年（平成21年）
  - 2月 - 新校舎教室棟完成
  - 4月 - 新校舎完成見学会　新校舎テープカット[3]
- 2010年（平成22年）
  - 10月 - テニスコート・太陽光発電設備（自転車置き場）、屋外学習スペース等外構工事完成
  - 11月 - 新校舎竣工式典・記念事業
- 2012年（平成24年）6月 - 屋外練習場（ビニルハウス）完成
- 2014年（平成26年）10月 - 地産地消給食等メニューコンテスト文科科学大臣表彰受賞
- 2017年（平成29年）
  - 1月 - キャリア教育優良校としての文科科学大臣表彰受賞
  - 11月 - 創立70周年記念演奏会、講演会開催
- 2021年（令和3年）4月 - 防犯防止モデル校指定

## 部活動
運動部
- 野球部
- バスケットボール部
  - 1982年 - 男子部が全国中学校バスケットボール大会にて準優勝[4]。
- バレーボール部（女子のみ）
- 柔道部
- 剣道部
- ソフトテニス部（女子のみ）
- 陸上部
- 卓球部
  - 1980年 - 男子部が全国中学校卓球大会にて準優勝[5]。
  - 1982年 - 男子部が東北中学校卓球大会にて優勝[4]。
  - 2008年 - 男子部が東北中学校卓球大会にて第3位[6]。

文化部
- 吹奏楽部
  - 2001年 - 全日本吹奏楽コンクール第44回東北大会で銀賞受賞。
  - 2003年 - 第26回全日本アンサンブルコンテストで銀賞受賞[7]。
  - 2004年 - 全日本吹奏楽コンクール第47回東北大会で銀賞受賞[8]。
  - 2005年 - 全日本吹奏楽コンクール第回東日本大会で金賞受賞[9]。
  - 2008年 - 全日本吹奏楽コンクール第51回東北大会小編成の部で金賞受賞。
- 総合文化部

## 生徒数・学級数
| 年度                      | 男子 | 女子 | 計  | 増減 | 学級数 | 増減 | 備考       | 出典   |
| ------------------------- | ---- | ---- | --- | ---- | ------ | ---- | ---------- | ------ |
| 1996（平成8）年度         | 217  | 220  | 437 |      | 12     |      |            | [ 10 ] |
| 1997（平成9）年度         | 207  | 228  | 435 | -2   | 12     | 0    | 創立50周年 | [ 10 ] |
| 1998（平成10）年度        | 191  | 206  | 397 | -38  | 11     | -1   |            | [ 10 ] |
| 1999（平成11）年度        | 175  | 206  | 381 | -18  | 10     | -1   |            | [ 10 ] |
| 2000（平成12）年度        | 188  | 180  | 368 | -13  | 11     | +1   |            | [ 10 ] |
| 2001（平成13）年度        | 180  | 174  | 354 | -14  | 10     | -1   |            | [ 10 ] |
| 2003（平成15）年度        | 179  | 140  | 319 | -35  | 10     | 0    |            | [ 11 ] |
| 2004（平成16）年度        | 167  | 123  | 290 | -28  | 10     | 0    |            | [ 11 ] |
| 2005（平成17）年度        | 170  | 126  | 296 | +6   | 11     | +1   |            | [ 11 ] |
| 2006（平成18）年度        | 150  | 125  | 275 | -21  | 9      | -2   |            | [ 11 ] |
| 2007（平成19）年度        | 159  | 140  | 299 | +24  | 9      | 0    | 創立60周年 | [ 11 ] |
| 2008（平成20）年度        | 142  | 124  | 266 | -33  | 9      | 0    |            | [ 11 ] |
| 2009（平成21）年度        | 130  | 128  | 258 | -8   | 9      | 0    | 新校舎竣工 | [ 11 ] |
| 2010（平成22）年度        | 114  | 117  | 231 | -27  | 8      | 0    |            | [ 11 ] |
| 2011（平成23）年度        | 106  | 119  | 225 | -6   | 7      | -1   |            | [ 11 ] |
| 2012（平成24）年度        | 116  | 119  | 235 | +10  | 8      | +1   |            | [ 11 ] |
| 2013（平成25）年度        | 122  | 113  | 235 | 0    | 7      | -1   |            | [ 11 ] |
| 2014（平成26）年度        | 123  | 102  | 225 | -10  | 12     | +5   |            | [ 11 ] |
| 2015（平成27）年度        | 108  | 86   | 194 | -31  | 11     | -1   |            | [ 11 ] |
| 2016（平成28）年度        | 102  | 85   | 187 | -8   | 10     | -1   |            | [ 11 ] |
| 2017（平成29）年度        | 98   | 86   | 184 | -3   | 9      | -1   | 創立70周年 | [ 11 ] |
| 2018（平成30）年度        | 92   | 81   | 173 | -11  | 10     | +1   |            | [ 11 ] |
| 2019（平成31/令和元）年度 | 80   | 68   | 148 | -25  | 9      | -1   |            | [ 11 ] |
| 2020（令和2）年度         | 72   | 61   | 133 | -15  | 6      | -3   |            | [ 11 ] |
| 2021（令和3）年度         | 63   | 70   | 133 | 0    | 6      | 0    |            | [ 11 ] |
| 2022（令和4）年度         | 50   | 66   | 116 | -17  | 5      | -1   |            | [ 11 ] |
| 2023（令和5）年度         | 58   | 75   | 131 | +15  | 7      | +2   |            | [ 12 ] |
| 2024（令和6）年度         | 62   | 71   | 133 | +2   | 7      | 0    |            |        |
| 2025（令和7）年度         |      |      |     |      |        |      |            |        |

## 周辺の施設
- 下山内簡易郵便局

## 周辺の道路
- 国道285号

## 著名出身者
- 元祖爆笑王